# Gatorade Center
Gatorade Center (finsky Turkuhalli, švédsky Åbohallen) je krytá multifunkční sportovní hala ve finském Turku. Byla prvním stadionem ve Finsku s kapacitou větší než 10 000 diváků, a to až do roku 1997, kdy došlo k otevření Hartwall arény .
Hala je využívána prioritně pro lední hokej a je domovským stadionem TPS Turku, konají se zde ale také koncerty a jiné akce, například Maata Näkyvissä Festival.
Stadion byl hlavním dějištěm Mistrovství světa v ledním hokeji v roce 1991 a spolupořadatelem v letech 1997 a 2003 .